# Chine aux Jeux paralympiques d'hiver de 2018
La république populaire de Chine participe aux Jeux paralympiques d'hiver de 2018 à Pyeongchang, en Corée du Sud du 9 au 18 mars 2018.